# Грехем Фредерік Янг
Грехем Фредерік Янг (англ. Graham Frederick Young; 7 вересня 1947, Лондон — 1 серпня 1990 року) — англійський серійний убивця. У своїй діяльності надавав перевагу користуватися отрутами; вперше був заарештований ще підлітком — і продовжив вбивати, ледь вийшовши на свободу. Відомий під прізвиськом «Отруйник із Сент-Олбанс» ( St. Albans Poisoner)

## Біографія
Народився Янг у Нісдені, Північний Лондон (Neasden, north London). З ранніх років він захоплювався усім, що було пов'язане з отрутами, його зачаровувала різноманітність їх впливу на живі організми. У 1961 році 13-річний Грем почав експериментувати з отруйними речовинами; як піддослідних кроликів цікавий юнак використовував власних родичів — серйозно зіпсувавши їм в кінцевому підсумку здоров'я. У той час він зумів накопичити достатньо солідні запаси сурми і наперстянки; закуповував він їх маленькими порціями, нібито для шкільних наукових експериментів.
У 1962-му від отруєння померла мачуха Янга, Моллі (Molly); подальші дослідження Грем продовжив на батькові, сестрі і однокласнику.  Поступово у однієї з тіточок хлопчика, Вінні (Winnie), що прекрасно знала про його захоплення хімією і отруйними речовинами, виникли цілком певні підозри. Проблеми зі здоров'ям переслідували і самого Янга — іноді він забував, яку саме їжу отруїв і сам ставав жертвою власних дослідів. Зрештою юного натураліста відправили спочатку до психіатра, а потім — і в руки органів охорони правопорядку. Заарештовано Янга 23 травня 1962 року. Юнак зізнався в замаху на вбивство батька, сестри і друга; довести його причетність до смерті мачухи не вдалося — тіло до того моменту вже було піддано кремації.
У психіатричній лікарні Янг провів 9 років з 15 спочатку йому присуджених; вийшовши на волю, Грем нібито повністю вилікувався. В якійсь мірі висновок дійсно пішов Янгу на користь — в лікарні він зумів ознайомитися із солідною колекцією медичних отрут, істотно поповнивши свої пізнання; крім того, Грем зумів поставити цілу серію своїх експериментів на інших пацієнтах і навіть членах персоналу.
Вийшовши в 1971 році на волю, Янг отримав місце в науковій лабораторії, яка постачала військовим інфрачервоні лінзи. Незабаром керівник Янга, Боб Ігл (Bob Egle), помер від невідомої хвороби. Поступово хвороба поширилася по всьому колективу; труїв своїх колег Янг в основному через чай. За кілька місяців роботи Грем отруїв в цілому 7 чоловік — при чому двох на смерть. Першим з убитих Янгом був Боб Ігл; через кілька місяців після його смерті в госпіталь потрапив ще один товариш  Грема, Фред Біггс (Fred Biggs). Заарештований Янг був через власну необережність — він цікавився у лікаря, чи розглядали експерти можливість отруєння талієм і встиг обмовитися про свій інтерес до токсичних хімікатів. Зрештою один з колег Грема розповів про підозрілого товариша поліції; детективи знайшли в архівах записи про арешт Янга і 21 листопада 1971 року заарештували отруйника. Крім отрут, в його речах був знайдений найдокладніший щоденник — в ньому Янг скрупульозно записував дози отрут, які йому вдалося ввести колегам, їхній ефект і подальші плани (аж до того списку передбачуваних небіжчиків). Пізніше Янг намагався переконати суд в тому, що щоденник був всього лише вигадкою, задумкою для художнього твору; це не врятувало його від довічного ув'язнення.
Янга  відправили до в'язниці суворого режиму в Паркхерст на острові Уайт. Там він і помер 1 серпня 1990  року. Офіційною причиною смерті був оголошений серцевий напад. Але в деяких ЗМІ з'явилася інформація, що смерть знаменитого отруйника була аж ніяк не випадковою. Подейкують, що Грем отруїв себе, втомившись від життя у в'язниці.  Втім, доказів цьому так і не було знайдено.